# Visconte Newark
Il titolo di visconte Newark fu un titolo nobiliare, creato la prima volta nella parìa d'Inghilterra il 29 giugno 1627 e un'altra volta nella Parìa di Gran Bretagna il 23 luglio 1796.

## Storia

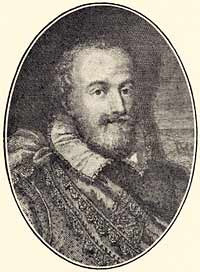
Robert Pierrepont, I visconte Newark (1^ creazione).

La prima creazione del titolo avvenne il 29 giugno 1627 nella parìa d'Inghilterra per Sir Robert Pierrepont. Questa creazione andò a costituire titolo di cortesia per l'erede apparente della contea di Kingston-upon-Hull. Il quinto conte venne nominato duca di Kingston-upon-Hull nel 1715 nella parìa di Gran Bretagna, titolo quest'ultimo che però si estinse alla morte di suo figlio nel 1773.
La seconda creazione del titolo avvenne il 23 luglio 1796 nella parìa di Gran Bretagna per Charles Pierrepont, con designazione territoriale di Newark on Trent. Il primo visconte con tale titolo era nipote di Evelyn Pierrepont, I duca di Kingston-upon-Hull, e venne nominato erede dal II duca nel suo testamento. Il primo visconte succedette ai possedimenti (ma non ai titoli) del duca dopo la morte della moglie di questi nel 1788 e fu nominato conte Manvers nella parìa del Regno Unito nel 1806. Questi titoli si estinsero alla morte del sesto conte nel 1955.

## Visconti Newark, 1^ creazione (1627)
- Robert Pierrepont, I visconte Newark (1584–1643) (nominato conte di Kingston-upon-Hull nel 1628)

Per la successione, vedi conte di Kingston-upon-Hull

## Visconti Newark, di Newark on Trent, 2^ creazione (1796)
- Charles Pierrepont, I visconte Newark (1737–1816) (nominato conte Manvers nel 1806)

Per la successione, vedi conte Manvers